# Siri Mullinix
Siri Lynn Mullinix, née le 22 mai 1978 à Denver, est une joueuse américaine de soccer des années 1990 et 2000, évoluant au poste de gardien de but.

## Biographie
Elle est internationale américaine à 45 reprises de 1999 à 2004. Elle est médaillée d'argent aux Jeux olympiques d'été de 2000 et troisième de la Coupe du monde 2003.